# Eduard Timbretti Gugiu
Eduard Cristian Timbretti Gugiu (Cuneo, 18 giugno 2002) è un tuffatore rumeno naturalizzato italiano, specializzato nella piattaforma.

## Biografia
È nato e cresciuto a Cuneo da genitori rumeni, emigrati in Italia negli anni ottanta. Ha frequentato il liceo scientifico "Peano-Pellico". È cresciuto agonisticamenente nella Libertas Tuffi Cuneo. In seguito si è tesserato per la ASD Blu 2006.
Ha ottenuto la cittadinanza italiana nel 2019, all'età di 17 anni, solo a seguito della naturalizzazione del padre Sandro.
Ha esordito in nazionale maggiore alla Coppa del mondo a Tokyo 2021, gareggiando nel sincro 10 metri, al fianco di Andreas Sargent Larsen, terminando dodicesimo in finale.

## Palmarès
| Anno | Manifestazione  | Sede     | Evento            | Risultato | Prestazione | Note |
| ---- | --------------- | -------- | ----------------- | --------- | ----------- | ---- |
| 2021 | Coppa del mondo | Tokyo    | Sincro 10 m       | 12º       | 344,91 p.   |      |
| 2021 | Europei         | Budapest | Sincro 10 m       | 6º        | 366,60 p.   |      |
| 2022 | Mondiali        | Budapest | Piattaforma 10 m  | 37º       | 279,85 p.   |      |
| 2022 | Mondiali        | Budapest | Sincro 10 m       | 10º       | 328,95 p.   |      |
| 2022 | Mondiali        | Budapest | Sincro 10 m misti | 5º        | 269,34 p.   |      |
| 2022 | Europei         | Roma     | Piattaforma 10 m  | 9º        | 333,85 p.   |      |
| 2022 | Europei         | Roma     | Sincro 10 m       | 4º        | 362,25 p.   |      |
| 2022 | Europei         | Roma     | Squadra mista     | Oro       | 402,55 p.   |      |
| 2022 | Europei         | Roma     | Sincro 10 m misti | Bronzo    | 290,28 p.   |      |
| 2023 | Giochi europei  | Rzeszów  | Piattaforma 10 m  | 8º        | 366,75 p.   |      |
| 2023 | Giochi europei  | Rzeszów  | Sincro 10 m       | Argento   | 388,83 p.   |      |
| 2023 | Giochi europei  | Rzeszów  | Squadra mista     | Argento   | 398,25 p.   |      |
| 2023 | Mondiali        | Fukuoka  | Sincro 10 m       | 8º        | 368,79 p.   |      |
| 2023 | Mondiali        | Fukuoka  | Sincro 10m misto  | 6º        | 278,58 p.   |      |
| 2023 | Mondiali        | Fukuoka  | Squadra mista     | 7º        | 365,85 p.   |      |